# Lisbon (Ohio)
Lisbon è un villaggio degli Stati Uniti d'America e capoluogo della contea di Columbiana nello Stato dell'Ohio. La popolazione era di 2.821 persone al censimento del 2010.

## Geografia fisica
Lisbon è situata a 40°46′26″N 80°46′03″W (40.773874, -80.767553).
Secondo lo United States Census Bureau, ha un'area totale di 1,69 miglia quadrate (4,38 km²).

## Storia
Il capoluogo di giustizia della contea di Columbiana era originariamente noto come New Lisbon (fino al 1895 in poi come Lisbon), e sotto quest'ultimo nome fu progettata nel 1803 da Lewis Kinney. Il villaggio prese il nome dalla città di Lisbona (Lisbon in inglese), la capitale del Portogallo.  New Lisbon fu incorporata come villaggio nel 1825.

## Società

### Evoluzione demografica
Secondo il censimento del 2010, c'erano 2,821 persone.

### Etnie e minoranze straniere
Secondo il censimento del 2010, la composizione etnica del villaggio era formata dal 97,4% di bianchi, l'1,1% di afroamericani, lo 0,2% di nativi americani, lo 0,2% di asiatici, lo 0,2% di altre razze, e lo 0,9% di due o più etnie. Ispanici o latinos di qualunque razza erano l'1,2% della popolazione.